# Live at Sin-é (Legacy Edition)
Live at Sin-é (Legacy Edition) — двойной концертный альбом американского музыканта Джеффа Бакли, выпущенный в 2003 году.

## Об альбоме
Это расширенная версия EP Live at Sin-é, выпущенного в 1993 году фирмой Columbia, в который входили «Mojo Pin», «Eternal Life», «Je n’en connais pas la fin» (рус. Я не вижу этому конца) и «The Way Young Lovers Do» Ван Моррисона.
Кафе Sin-é (в переводе с ирл. — «Это всё»), располагавшееся в Ист-Виллидже, Манхеттен, было тем местом, где Джефф чувствовал себя особенно комфортно, поэтому его непосредственность и творчество выражались там наилучшим образом. На альбоме собраны ранние версии песен, впоследствии вошедших в альбом Grace («Lover, You Should’ve Come Over», «Mojo Pin», «Grace», «Hallelujah» и «Unforgiven», позднее переименованная в «Last Goodbye»). Кроме собственных песен Джефф исполняет каверы на исполнителей, наиболее повлиявших на его творчество.
Все композиции были сыграны на белом Fender Telecaster с чистым звуком, с добавлением эффекта реверберации на гитару и вокал.

## Отзывы критиков
Сергей Степанов («Афиша Daily») назвал «Je n’en connais pas la fin» главным украшением дебютного миниальбома, а голос Бакли в открывающей переиздание «Be Your Husband» — «бездонным».

## Список композиций

### Диск 1
1. «Be Your Husband» (Andy Stroud) — 4:55
2. «Lover, You Should’ve Come Over» (Джефф Бакли) — 9:25
3. «Mojo Pin» (Джефф Бакли, Гэри Лукас) — 5:37
4. «Monologue — Duane Eddy, Songs for Lovers» — 1:18
5. «Grace» (Джефф Бакли, Гэри Лукас) — 6:49
6. «Monologue — Reverb, The Doors» — 1:40
7. «Strange Fruit» (Abel Meeropol) — 7:43
8. «Night Flight» (Джон Пол Джонс, Джимми Пейдж, Роберт Плант) — 6:40
9. «If You Knew» (Нина Симон) — 4:28
10. «Monologue — Fabulous Time for a Guinness» — 0:40
11. «Unforgiven (Last Goodbye)» (Джефф Бакли) — 5:36
12. «Twelfth of Never» (Джерри Ливингстон, Пол Фрэнсис Уэбстер) — 3:35
13. «Monologue — Café Days» — 0:15
14. «Monologue — Eternal Life» — 0:36
15. «Eternal Life» (Джефф Бакли) — 5:50
16. «Just Like a Woman» (Боб Дилан) — 7:26
17. «Monologue — False Start, Apology, Miles Davis» — 1:03
18. «Calling You» (Bob Telson) — 5:49

### Диск 2
1. «Monologue — Nusrat, He’s My Elvis» — 3:13
2. «Yeh Jo Halka Halka Saroor Hai» (Нусрат Фатех Али Хан) — 5:36
3. «Monologue — I’m a Ridiculous Person» — 0:39
4. «If You See Her, Say Hello» (Боб Дилан) — 8:18
5. «Monologue — Matt Dillon, Hollies, Classic Rock Radio» — 1:33
6. «Dink’s Song» (нар., John/Alan Lomax) — 11:14
7. «Monologue — Musical Chairs» — 1:09
8. «Drown in My Own Tears» (Henry Glover) — 4:11
9. «Monologue — The Suckiest Water» — 0:08
10. «The Way Young Lovers Do» (Ван Моррисон) — 10:06
11. «Monologue — Walk Through Walls» — 0:26
12. «Je n’en connais pas la fin» (Раймон Ассо, Marguerite Monnot) — 5:02
13. «I Shall Be Released» (Боб Дилан) — 5:20
14. «Sweet Thing» (Ван Моррисон) — 10:36
15. «Monologue — Good Night Bill» — 0:16
16. «Hallelujah» (Леонард Коэн) — 9:15

### Бонусное DVD
1. Interview with Jeff Buckley
2. The Way Young Lovers Do (Ван Моррисон)
3. Kick out the Jams (MC5)
4. New Year’s Eve Prayer (стихотворение)